# Sistotrema confluens
Sistotrema confluens é uma espécie de fungo pertence à família Hydnaceae.